# Храм Светог великомученика Димитрија у Прешеву
Храм Светог великомученика Димитрија је српска православна црква која се налази у општини Прешево.

## Историјат
Хаџи Васиљевић забележио је да је изнад града све до 1870. године постајала црква Светог Димитрија у којој су се распознавали живопис и олтар. Црква је била разрушена, па садашња црква Светог Димитирја вероватно носи посвету и следи традицију старе цркве.
Други извори указују да је ова црква обновљена на темељима старе порушене цркве. Сматра се да је храм обновљен 1905. године, а да су га 1913. срушили Арнаути. Храм је касније обновљен добровољним прилозима верника и мештана, а подигнут му је и звоник.
Због сталне угрожености поседа цркве Светог Димитрија од стране Албанаца и покушаја заузимања дела порте, у периоду од 2001. до 2003. године извршено је ограђивање порте око цркве и парохијског дома, као и целокупног имања, високим оградним зидом са заштитом на врху зида. Средствима Владе Републике Србије - Министарства вера и Координационог тела за општине Прешево, Бујановац и Медвеђу изведена је обнова цркве, звоника, парохијског дома, народне трпезарије и канцеларије за свештеника. Године 1989. црква је обновљена на темељима старе уз помоћ Владе Републике Србије.